# Regio's van IJsland

De regio's van IJsland - grijze gebieden zijn gletsjers

IJsland is ingedeeld in acht regio's (landsvæði), die voornamelijk voor statistische doeleinden worden gebruikt. Ook de jurisdicties van de districtshoven volgen deze indeling, net zoals het postcodesysteem, op enkele uitzonderingen na.
Vóór 2003 werden de gebieden ook gebruikt als kiesdistricten voor het Parlement van IJsland (Alding). In deze oudere indeling vormde Reykjavik een aparte regio, terwijl de omringende gemeenten in de huidige hoofdstedelijke regio deel uitmaakten van de regio Reykjanes, die tegenwoordig Suðurnes heet. De regio's zijn verdeeld in 79 gemeenten.
Het overzicht laat de ongelijke verdeling van de bevolking zien. 64% van de bevolking woont in de hoofdstedelijke regio. Inclusief de aangrenzende regio Zuidelijk Schiereiland is dat zelfs 72%. Beide regio's maken 1,8% van het grondgebied uit.
| Nr. | Regio             | Vertaling              | Hoofdstad    | Bevolking | Oppervlakte (km²) | Inwoners/km² | ISO 3166-2 |
| --- | ----------------- | ---------------------- | ------------ | --------- | ----------------- | ------------ | ---------- |
| 1   | Höfuðborgarsvæðið | Hoofdstedelijke regio  | Reykjavik    | 233.034   | 1.062             | 214,91       | IS-1       |
| 2   | Suðurnes          | Zuidelijk schiereiland | Keflavík     | 27.829    | 829               | 32,71        | IS-2       |
| 3   | Vesturland        | Westland               | Borgarnes    | 16.662    | 9.554             | 1,73         | IS-3       |
| 4   | Vestfirðir        | Westfjorden            | Ísafjörður   | 7.115     | 9.409             | 0,75         | IS-4       |
| 5   | Norðurland vestra | Noordland west         | Sauðárkrókur | 7.322     | 12.737            | 0,57         | IS-5       |
| 6   | Norðurland eystra | Noordland oost         | Akureyri     | 30.600    | 21.968            | 1,39         | IS-6       |
| 7   | Austurland        | Oostland               | Egilsstaðir  | 13.173    | 22.721            | 0,57         | IS-7       |
| 8   | Suðurland         | Zuidland               | Selfoss      | 28.399    | 24.526            | 1,11         | IS-8       |
|     | Gehele land       |                        | Reykjavik    | 379.581   | 102.928           | 3,47         |            |